# Parafia bł. Jolanty w Kostrzynie
Parafia bł. Jolanty w Kostrzynie – parafia rzymskokatolicka należąca do dekanatu kostrzyńskiego archidiecezji poznańskiej. Została utworzona 30 czerwca 2001 roku. To druga parafia pod tym wezwaniem w Polsce, po parafii w Gnieźnie. Kościół w budowie, mieści się przy ulicy Prymasa Wyszyńskiego 14 A.

## Historia
Parafia została powołana staraniem ks. kan. Lecha Ludwiczaka, ówczesnego proboszcza parafii Świętych Apostołów Piotra i Pawła w Kostrzynie. Parafia miała objąć Osiedle Grunwaldzkie oraz rozwijające się Osiedle Andrzejewo. Pierwszym proboszczem nowo powstałej parafii był ks. Roman Gajewski. Od grudnia 2023 proboszczem parafii jest ks. Michał Pękal.  
Początkowo parafia wykorzystywała drewniany barak, niedługo potem rozpoczęto jednak budowę domu parafialnego. Kamień węgielny pod budynek poświęcił Jan Paweł II, a plac budowy biskup Zdzisław Fortuniak. Budynek wraz z kaplicą  oddano do użytkowania po 10 latach.